# Brachydesmus chyzeri
Brachydesmus chyzeri är en mångfotingart som beskrevs av Daday 1889. Brachydesmus chyzeri ingår i släktet Brachydesmus och familjen plattdubbelfotingar. Inga underarter finns listade i Catalogue of Life.